# トウキョウサンショウウオ
トウキョウサンショウウオ（Hynobius tokyoensis）は、両生綱有尾目サンショウウオ科サンショウウオ属に分類される有尾類。日本固有種のサンショウウオで、環境省により絶滅危惧種II類に指定されている。東京府西多摩郡多西村（たさいむら、現：東京都あきる野市）で1931年（昭和6年）に採取された個体が新種と確認されたことにちなみ命名された。

## 分布
茨城県、神奈川県、埼玉県、千葉県、東京都、栃木県および福島県の一部に分布する。模式標本の産地（模式産地）は東京都西多摩郡。種小名tokyoensisは「東京産の」の意。

## 形態
全長8 - 13センチメートル。体側面に入る皺（肋条）は左右に12本ずつ。背面の色彩は黄褐色や黒褐色
など、変異が大きい。体側面に青白色の斑点が入る個体もいる。
上顎中央部に並ぶ歯の列（鋤骨歯列）は小型で、アルファベットの「U」字状。四肢はやや短く、胴体に沿って前肢（および指）を後方へ、後肢（および趾）を前方に伸ばすとわずかに接するか2.5肋条分の隙間ができる。
卵嚢の表面には明瞭な筋が入らない。

## 分類
以前はカスミサンショウウオの亜種とされたり、愛知県に隔離分布するとされたりしていた。現在のあきる野市域では、カスミサンショウウオの亜種ではなく新種と確認される前は、魚類のカジカに顔つきが似ているため「ヤマカジ」と呼ばれていた。
1987年に発表されたアロザイムの分子系統解析では、本種はトウホクサンショウウオに近縁で、愛知県の隔離個体群はカスミサンショウウオに近縁とする解析結果が得られた。2001年に発表されたミトコンドリアDNAの分子系統解析でもこの結果が支持された。2006年の時点では、愛知県の隔離個体群とされていたのはカスミサンショウウオとする説が有力とされる。2019年にはカスミサンショウウオの、東海地方南部から近畿地方東部個体群を、ヤマトサンショウウオH. vandenburghiとして分割する説が提唱されている
種内ではミトコンドリアDNAの分子系統解析から、北部個体群（茨城北部、福島南部）と南部個体群（神奈川、埼玉、千葉、東京、栃木）の2つのグループに大きく分かれると推定されている。2022年7月21日、北部個体群はイワキサンショウウオという新種であることが確認された。

## 生態
海岸から標高300メートル以下の丘陵や低山地にある、落葉広葉樹からなる二次林、およびスギやヒノキからなる人工林などに生息する。夜行性で、昼間は木の下や落ち葉の下で隠れている。
食性は動物食で、幼体は動物性プランクトン、ミジンコ、アカムシなど摂食可能な生き物を幅広く食べ、成体はクモ、昆虫、ミミズなどの土壌生物を食べる。
繁殖形態は卵生。2 - 4月に水田や湧水溜まりなどで50 - 120個の卵を卵嚢に包んで産む。5月に孵化し、10月までには変態して幼体になる。生後3 - 5年で性成熟する。寿命は正確には分かっていないが、野生下では繁殖に参加するオスのうち生後10年以上の個体が7 - 35 %を占め、最高で生後21年の個体の報告例がある。飼育下では30年以上の生存記録が報告されている。

## 人間との関係
宅地開発、ゴルフ場や道路の建設による生息地の破壊により生息数が減少し、1990年代以降は谷津田（谷間の水田）の耕作放棄地化による繁殖地の乾燥化、人為的に移入されたアライグマやアメリカザリガニによる捕食、ペット用の乱獲などによっても生息数は減少している。
2020年に種の保存法によって国内希少野生動植物種のうち特定第二種国内希少野生動植物種に指定され、販売・頒布目的での捕獲や譲渡が禁止されている。
絶滅危惧II類 (VU)（環境省レッドリスト）
東京都下では、あきる野市が2018年に独自で策定したレッドリストで環境省より危機の度合いが1ランク高い絶滅危惧IB類に位置付けたほか、日の出町が町の天然記念物に指定している。
研究・保護団体としてトウキョウサンショウウオ研究会がある。生息地では、自治体職員や有志により、アライグマ駆除やビオトープ造成といった保護が行なわれている地域もある。